# Firmiana danxiaensis
Firmiana danxiaensis är en malvaväxtart som beskrevs av Hsue och H.S. Kiu. Firmiana danxiaensis ingår i släktet Firmiana och familjen malvaväxter. Inga underarter finns listade i Catalogue of Life.